# 파프리카 (1991년 영화)
파프리카(Paprika)는 이탈리아에서 제작된 틴토 브라스 감독의 1991년 드라마 영화이다. 데보라 카프리오글리오 등이 주연으로 출연하였고 어구스토 카미니토 등이 제작에 참여하였다.

## 출연

### 주연
- 데보라 카프리오글리오
- 스테판 페라라

### 조연
- 마틴 브로차드
- 스테판 보넷
- 로사나 가비넬
- 렌조 리날디
- 니나 솔다노
- 클라라 아그란티
- 루시아나 시레네이
- 존 스타이너
- 발렌틴 데미
- 루이지 라에자
- 리카르도 가로네
- 폴 뮬러
- 클라리타 가토
- 오시리데 페바레로
- 데보라 베네티
- 엘리자베스 카자
- 알레산드라 보나로타
- 지아니 데마티스
- 안드레아 오렐리
- 도미지아노 아칸겔리
- 에올로 카프리티
- 칼라 솔라로
- 루카 라이오넬로
- 모리지오 로모리
- 틴토 브라스

## 제작진
- 조감독: 게르마노 타리코네
- 세트: 브루노 세사리
- 의상: 조스트 야곱